# Molophilus magellanicus
Molophilus magellanicus är en tvåvingeart som beskrevs av Alexander 1968. Molophilus magellanicus ingår i släktet Molophilus och familjen småharkrankar. Inga underarter finns listade i Catalogue of Life.